# Otto Bauer
Otto Bauer (Bécs, 1881. szeptember 5. – Párizs, 1938. július 4.) osztrák szociáldemokrata politikus és államférfi volt. Az Osztrák–Magyar Monarchia nemzetiségi problémáinak megoldását a nemzetállamok létrehozásában látta. Az első világháború után Ausztria Németországhoz való csatlakozásának egyik legjelentősebb támogatója volt.

## Élete
Zsidó származású osztrák család gyermekeként született. Korai munkássága során „Die Zukunft” (a jövő) néven megalapította a szocialista oktatási mozgalmat és számos folyóiratban jelentetett meg cikkeket, majd 1904-től a párt parlamenti frakciójának titkári tisztségét látta el. Az elméleti kérdésekben való tisztánlátását és tehetségét példázta az 1907-ben megjelentetett „Die Nationalitätenfrage und die Sozialdemokratie” (A nemzetiségi kérdés és a szociáldemokrácia) című publikációja is. Ebben a nemzetiségi ellentéteket az osztályharchoz hasonlította és helyesen megjósolta az első világháborút követő, a dunai régiót érintő események jelentős részét.
Az első világháborúban katonai szolgálatot látott el és orosz hadifogságba esett. 1917-ben hazatérve a párt baloldali szárnyának vezetője lett. A háború végén osztrák külügyminiszterré nevezték ki. 1919. március 2-án egy titkos csatlakozási szerződést kötött Németországgal, amelyet a szövetségesek elutasítottak. Bauer erről a periódusról részletesen az 1923-ban megjelentetett „Die österreichische Revolution” (az osztrák forradalom) című művében írt. 1919 júliusában lemondott a külügyminiszteri tisztségről, de pártjának meghatározó alakja maradt. 1929-től 1934-ig az Osztrák Nemzeti Tanács tagja volt. A sikertelen 1934-es bécsi szocialista felkelés után előbb Csehszlovákiába, majd Franciaországba menekült. 1938. július 4-én hunyt el Párizsban.